# Teknologisk Institut Sverige AB
Teknologisk Institut AB Sverige bytte namn den 1 juli 2021 till SIFU AB och är ett utbildningsföretag med säte i Göteborg.
Mellan åren 2008- 2021 var bolaget ett dotterbolag till Teknologisk Institut i Danmark.
SIFU grundades 1922 i Stockholm som Hantverksorganisationens Institut och var då den första yrkesskolan för hantverksföretagare. År 1963 blev det Statens Institut för Hantverk och Industri och efter en omorganisation 1981 Stiftelsen Institutet för Företagsutveckling (SIFU), vilken 1982 flyttade till Borås. 
År 1993 ombildades verksamheten till SIFU AB och efter några ägarskiften köptes företaget 2008 av danska Teknologisk Institut och fick då sitt namn. Våren 2021 bytte företaget till sina nuvarande ägare och har också gått tillbaka till sitt ursprungliga namn SIFU AB. 2006 flyttades huvudkontoret från Borås till Göteborg där dom i än idag är verksamma i egna kurslokaler samt även med kontor i Stockholm.
Verksamheten består idag av kursverksamhet, konferensverksamhet, distansundervisning samt tillhandahåller online utbildningar. Vi utbildar främst inom bygg, teknik och ledarskap, samhällsutveckling, offentlig administration, vård och skola. Våra kunder kommer från både privata och offentliga företag, små som stora organisationer.